# Superliga 2 femenina de voleibol de España 2015-16
La Superliga femenina 2 de voleibol de España es la categoría de plata del voleibol femenino español. Aquí se recogen las clasificaciones de la temporada 2015-2016.

## Equipos Grupo A
Equipos participantes en la temporada 2015-2016 en Superliga femenina 2 de voleibol (grupo A).
| Club                            | Nombre                         | Sede                   | Región          | Pabellón                              |
| ------------------------------- | ------------------------------ | ---------------------- | --------------- | ------------------------------------- |
| AD La Curtidora                 | Planeta Palombina La Curtidora | Avilés                 | Asturias        | Polideportivo Canapés                 |
| CD Universidad de Valladolid    | CD Universidad de Valladolid   | Valladolid             | Castilla y León | Pabellón Fuente de la Mora            |
| Club Voleibol Torrelavega       | C.V. Torrelavega               | Torrelavega            | Cantabria       | Pab. Municipal La Habana Vieja        |
| CAEP Soria                      | CAEP Soria                     | Soria                  | Castilla y León | Polideportivo Municipal Los Pajaritos |
| Club Voleibol Cuesta Piedra     | Cuesta Piedra Santa Cruz       | Santa Cruz de Tenerife | Canarias        | Palacio de los Deportes               |
| Club Voleibol Emevé             | Emevé                          | Lugo                   | Galicia         | Pabellón Municipal de Deportes        |
| Zalaeta                         | Fisiomás Zalaeta               | La Coruña              | Galicia         | Polideportivo Barrio de Las Flores    |
| Real Grupo de Cultura Covadonga | RGC Covadonga                  | Gijón                  | Asturias        | Polideportivo Braulio García          |
| Xuvenil Teis                    | Xuvenil Teis                   | Vigo                   | Galicia         | Pabellón Municipal de Teis            |

### Competición
Clasificación tras la disputa de la jornada 18.
| Pos. | Nombre                         | Pts. | J 1 | J 2 | J 3 | J 4 | J 5 | J 6 | J 7 | J 8 | J 9 | J 1 0 | J 1 | J 1 2 | J 1 3 | J 1 4 | J 1 5 | J 1 6 | J 1 7 | J 1 8 |
| ---- | ------------------------------ | ---- | --- | --- | --- | --- | --- | --- | --- | --- | --- | ----- | --- | ----- | ----- | ----- | ----- | ----- | ----- | ----- |
| 1    | Club Voleibol Torrelavega      | 39   | 3   | 0   | 3   | 3   | 3   | 3   | 3   | 3   | -   | 3     | 3   | 1     | 3     | 1     | 3     | 1     | 3     | -     |
| 2    | Cuesta Piedra Santa Cruz       | 34   | 2   | 3   | 1   | 3   | 3   | 2   | -   | 3   | 1   | 2     | 0   | 3     | 2     | 3     | 3     | -     | 0     | 3     |
| 3    | CAEP Soria                     | 33   | 3   | 0   | 2   | 3   | 0   | 3   | 0   | 3   | 2   | 0     | 3   | 0     | 3     | -     | 3     | 2     | 3     | 3     |
| 4    | RGC Covadonga                  | 30   | 0   | 3   | -   | 3   | 0   | 3   | 3   | 0   | 1   | 3     | 3   | -     | 3     | 2     | 0     | 3     | 3     | 0     |
| 5    | CD Universidad de Valladolid   | 25   | 1   | 3   | 2   | -   | 3   | 0   | 0   | 2   | 2   | 1     | 0   | 2     | -     | 3     | 0     | 3     | 0     | 3     |
| 6    | Emevé                          | 22   | 3   | -   | 3   | 0   | 2   | 1   | 0   | 1   | 1   | 3     | -   | 3     | 0     | 2     | 0     | 0     | 3     | 0     |
| 7    | Fisiomás Zalaeta               | 20   | -   | 3   | 0   | 0   | 1   | 0   | 3   | 0   | 3   | -     | 0   | 2     | 1     | 1     | 3     | 0     | 0     | 3     |
| 8    | Planeta Palombina La Curtidora | 11   | 0   | 0   | 0   | 0   | 0   | 0   | 3   | -   | 2   | 0     | 3   | 0     | 0     | 0     | 0     | 3     | -     | 0     |
| 9    | Xuvenil Teis                   | 2    | 0   | 0   | 1   | 0   | 0   | -   | 0   | 0   | 0   | 0     | 0   | 1     | 0     | 0     | -     | 0     | 0     | 0     |

Pts = Puntos; J = Jornada
Nota.- Hay varios partidos adelantados a sus respectivas jornadas.
|  | Juega fase de ascenso a Superliga. |
|  | Optan al descenso a Liga FEV.      |

#### Evolución de la clasificación
| Equipo / Jornada               | 01 | 02 | 03 | 04 | 05 | 06 | 07 | 08 | 09 | 10 | 11 | 12 | 13 | 14 | 15 | 16 | 17 | 18 |
| ------------------------------ | -- | -- | -- | -- | -- | -- | -- | -- | -- | -- | -- | -- | -- | -- | -- | -- | -- | -- |
| Club Voleibol Torrelavega      | 2  | 6  | 2  | 1  | 1  | 1  | 1  | 1  | 1  | 1  | 1  | 1  | 1  | 1  | 1  | 1  | 1  | 1  |
| Cuesta Piedra Santa Cruz       | 4  | 1  | 4  | 2  | 2  | 2  | 2  | 2  | 2  | 2  | 2  | 2  | 2  | 2  | 2  | 2  | 2  | 2  |
| CAEP Soria                     | 3  | 7  | 5  | 6  | 6  | 6  | 6  | 3  | 3  | 3  | 3  | 3  | 3  | 4  | 3  | 3  | 3  | 3  |
| RGC Covadonga                  | 6  | 5  | 6  | 3  | 5  | 3  | 3  | 4  | 5  | 4  | 4  | 4  | 4  | 3  | 4  | 4  | 4  | 4  |
| CD Universidad de Valladolid   | 5  | 2  | 3  | 5  | 3  | 4  | 4  | 5  | 4  | 5  | 5  | 6  | 6  | 5  | 5  | 5  | 5  | 5  |
| Emevé                          | 1  | 3  | 1  | 4  | 4  | 5  | 5  | 6  | 6  | 6  | 6  | 5  | 5  | 6  | 6  | 6  | 6  | 6  |
| Fisiomás Zalaeta               | 9  | 4  | 7  | 7  | 7  | 7  | 7  | 7  | 7  | 7  | 7  | 7  | 7  | 7  | 7  | 7  | 7  | 7  |
| Planeta Palombina La Curtidora | 7  | 8  | 9  | 9  | 9  | 9  | 8  | 8  | 8  | 8  | 8  | 8  | 8  | 8  | 8  | 8  | 8  | 8  |
| Xuvenil Teis                   | 8  | 9  | 8  | 8  | 8  | 8  | 9  | 9  | 9  | 9  | 9  | 9  | 9  | 9  | 9  | 9  | 9  | 9  |

## Equipos Grupo B
Equipos participantes en la temporada 2015-2016 en Superliga femenina 2 de voleibol (grupo B).
| Club                       | Nombre                     | Sede                  | Región               | Pabellón                               |
| -------------------------- | -------------------------- | --------------------- | -------------------- | -------------------------------------- |
| Almería Volley Grupo 2008  | Almería Volley Grupo 2008  | Almería               | Andalucía            | Pabellón de la Juventud Antonio Rivera |
| CV Madrid Chamberí         | CV Madrid Chamberí         | Madrid                | Comunidad de Madrid  | Estadio de Vallehermoso                |
| Club Voleibol Sant Cugat   | C.V. Sant Cugat            | Sant Cugat del Vallés | Cataluña             | Pavelló Municipal Valldoreix           |
| CV Leganés                 | cvleganes.com              | Leganés               | Comunidad de Madrid  | Pabellón Emilia Pardo Bazán            |
| Club Voleibol Cide         | JS Hotels Cide             | Palma de Mallorca     | Baleares             | Polideportivo CIDE                     |
| Motorsan Guadalajara Voley | Motorsan Guadalajara Voley | Guadalajara           | Castilla-La Mancha   | Palacio Multiusos de Guadalajara       |
| RED Pisos CV Torrejón      | RED Pisos CV Torrejón      | Torrejón de Ardoz     | Comunidad de Madrid  | P.M. José Antonio Paraíso              |
| Vóley Murcia               | UCAM Vóley Murcia          | Murcia                | Región de Murcia     | Pabellón Infante                       |
| CD Universidad de Granada  | CD Universidad de Granada  | Granada               | Andalucía            | Pabellón Fuentenueva-1                 |
| Volei Grau Castelló        | Volei Grau Castelló        | Castellón de la Plana | Comunidad Valenciana | Pabellón Pablo Herrera                 |

### Competición
Clasificación tras la disputa de la jornada 18.
| Pos. | Nombre                     | Pts. | J 1 | J 2 | J 3 | J 4 | J 5 | J 6 | J 7 | J 8 | J 9 | J 1 0 | J 1 | J 1 2 | J 1 3 | J 1 4 | J 1 5 | J 1 6 | J 1 7 | J 1 8 |
| ---- | -------------------------- | ---- | --- | --- | --- | --- | --- | --- | --- | --- | --- | ----- | --- | ----- | ----- | ----- | ----- | ----- | ----- | ----- |
| 1    | DSV CV Sant Cugat          | 47   | 2   | 1   | 3   | 3   | 0   | 3   | 3   | 3   | 3   | 3     | 2   | 3     | 3     | 3     | 3     | 3     | 3     | 3     |
| 2    | Motorsan Guadalajara Voley | 39   | 3   | 3   | 2   | 0   | 3   | 3   | 1   | 3   | 2   | 3     | 3   | 3     | 0     | 1     | 3     | 3     | 3     | 0     |
| 3    | JS Hotels Cide             | 38   | 3   | 3   | 0   | 3   | 3   | 3   | 0   | 3   | 1   | 3     | 3   | 1     | 3     | 0     | 3     | 3     | 0     | 3     |
| 4    | Volei Grau Castelló        | 36   | 1   | 3   | 3   | 3   | 0   | 2   | 2   | 3   | 3   | 0     | 3   | 2     | 3     | 3     | 0     | 0     | 2     | 3     |
| 5    | CD Universidad de Granada  | 35   | 0   | 2   | 1   | 3   | 2   | 1   | 3   | 0   | 3   | 3     | 1   | 0     | 3     | 1     | 3     | 3     | 3     | 3     |
| 6    | CV Madrid Chamberí         | 27   | 3   | 0   | 3   | 0   | 3   | 1   | 3   | 3   | 0   | 0     | 0   | 2     | 3     | 0     | 3     | 0     | 3     | 0     |
| 7    | Almería Volley Grupo 2008  | 17   | 3   | 0   | 0   | 0   | 0   | 2   | 0   | 0   | 3   | 3     | 0   | 0     | 0     | 3     | 0     | 0     | 0     | 3     |
| 8    | UCAM Vóley Murcia          | 15   | 0   | 0   | 3   | 3   | 1   | 0   | 0   | 0   | 0   | 0     | 0   | 3     | 0     | 2     | 0     | 3     | 0     | 0     |
| 9    | RED Pisos CV Torrejón      | 11   | 0   | 3   | 0   | 0   | 0   | 0   | 3   | 0   | 0   | 0     | 1   | 1     | 0     | 2     | 0     | 0     | 1     | 0     |
| 10   | cvleganes.com              | 5    | 0   | 0   | 0   | 0   | 3   | 0   | 0   | 0   | 0   | 0     | 2   | 0     | 0     | 0     | 0     | 0     | 0     | 0     |

Pts = Puntos; J = Jornada
Nota.- Hay varios partidos adelantados a sus respectivas jornadas.
|  | Juega fase de ascenso a Superliga. |
|  | Optan al descenso a Liga FEV.      |

#### Evolución de la clasificación
| Equipo / Jornada           | 01 | 02 | 03 | 04 | 05 | 06 | 07 | 08 | 09 | 10 | 11 | 12 | 13 | 14 | 15 | 16 | 17 | 18 |
| -------------------------- | -- | -- | -- | -- | -- | -- | -- | -- | -- | -- | -- | -- | -- | -- | -- | -- | -- | -- |
| DSV CV Sant Cugat          | 5  | 3  | 3  | 3  | 4  | 3  | 2  | 1  | 1  | 1  | 1  | 1  | 1  | 1  | 1  | 1  | 1  | 1  |
| Motorsan Guadalajara Voley | 2  | 1  | 1  | 4  | 2  | 2  | 3  | 2  | 3  | 2  | 2  | 2  | 2  | 3  | 2  | 2  | 2  | 2  |
| JS Hotels Cide             | 3  | 2  | 5  | 2  | 1  | 1  | 1  | 3  | 4  | 3  | 3  | 3  | 3  | 4  | 3  | 3  | 3  | 3  |
| Volei Grau Castelló        | 6  | 4  | 2  | 1  | 3  | 4  | 4  | 4  | 2  | 4  | 4  | 4  | 4  | 2  | 4  | 4  | 4  | 4  |
| CD Universidad de Granada  | 7  | 8  | 6  | 5  | 6  | 6  | 6  | 6  | 6  | 5  | 5  | 5  | 5  | 5  | 5  | 5  | 5  | 5  |
| CV Madrid Chamberí         | 4  | 6  | 4  | 7  | 5  | 5  | 5  | 5  | 5  | 6  | 6  | 6  | 6  | 6  | 6  | 6  | 6  | 6  |
| Almería Volley Grupo 2008  | 1  | 7  | 9  | 9  | 10 | 8  | 9  | 9  | 7  | 7  | 7  | 7  | 7  | 7  | 7  | 8  | 8  | 7  |
| UCAM Vóley Murcia          | 10 | 9  | 8  | 6  | 7  | 7  | 7  | 7  | 8  | 8  | 9  | 8  | 8  | 8  | 8  | 7  | 7  | 8  |
| RED Pisos CV Torrejón      | 8  | 5  | 7  | 8  | 8  | 9  | 8  | 8  | 9  | 9  | 8  | 9  | 9  | 9  | 9  | 9  | 9  | 9  |
| cvleganes.com              | 9  | 10 | 10 | 10 | 9  | 10 | 10 | 10 | 10 | 10 | 10 | 10 | 10 | 10 | 10 | 10 | 10 | 10 |

## Fase final

### Competición
Clasificación final tras la disputa de la fase final.
| Pos. | Nombre                     | Pts. | J 1 | J 2 | J 3 | J 4 | J 5 | J 6 |
| ---- | -------------------------- | ---- | --- | --- | --- | --- | --- | --- |
| 1    | Motorsan Guadalajara Voley | 12   | 0   | 3   | 0   | 3   | 3   | 3   |
| 2    | C.V. Sant Cugat            | 11   | 3   | 3   | 2   | 0   | 0   | 3   |
| 3    | Cuesta Piedra Santa Cruz   | 10   | 3   | 0   | 3   | 1   | 3   | 0   |
| 4    | Club Voleibol Torrelavega  | 3    | 0   | 0   | 1   | 2   | 0   | 0   |

Pts = Puntos; J = Jornada
Nota.- Hay varios partidos adelantados a sus respectivas jornadas.
|  | Ascienden a Superliga. |

#### Evolución de la clasificación
| Equipo / Jornada           | 01 | 02 | 03 | 04 | 05 | 06 |
| -------------------------- | -- | -- | -- | -- | -- | -- |
| Motorsan Guadalajara Voley | 4  | 2  | 3  | 3  | 2  | 1  |
| C.V. Sant Cugat            | 1  | 1  | 1  | 1  | 3  | 2  |
| Cuesta Piedra Santa Cruz   | 2  | 3  | 2  | 2  | 1  | 3  |
| Club Voleibol Torrelavega  | 3  | 4  | 4  | 4  | 4  | 4  |

## Jugadoras más laureadas en la temporada
Esta estadística está basada en la designación que hace cada semana la RFEVB de jugadora MVP y 7 ideal.

### Fase regular
| Jugadora                | Origen         | Club                           | MVP | 7 id. | 01 | 02 | 03 | 04 | 05 | 06 | 07 | 08 | 09 | 10 | 11 | 12 | 13 | 14 | 15 | 16 | 17 | 18 |
| ----------------------- | -------------- | ------------------------------ | --- | ----- | -- | -- | -- | -- | -- | -- | -- | -- | -- | -- | -- | -- | -- | -- | -- | -- | -- | -- |
| Wanda Banguero Isajar   | Colombia       | Cuesta Piedra Santa Cruz       | 4   | 7     | *  |    |    | M  |    | *  |    | M  |    |    |    | *  | M  |    |    |    |    | M  |
| Marisa Fernández        | España         | Cuesta Piedra Santa Cruz       | 1   | 9     | *  | M  | *  | *  |    | *  |    |    |    | *  |    |    |    |    | *  |    | *  | *  |
| Esther Sanz             | España         | Volei Grau Castelló            | 1   | 6     | *  |    | *  | *  |    |    | *  |    |    |    |    | *  |    |    |    |    | M  |    |
| Cristina Giménez        | España         | Volei Grau Castelló            | 1   | 5     |    |    |    |    |    |    | M  |    |    |    | *  |    | *  | *  |    |    | *  |    |
| Cecilia González        | España         | RGC Covadonga                  | 1   | 4     |    |    |    |    |    |    |    |    |    | *  |    |    |    | M  |    | *  |    | *  |
| Cristina Chamoso        | España         | RGC Covadonga                  | 1   | 3     |    | *  |    |    | *  | M  |    |    |    |    |    |    |    |    |    |    |    |    |
| Ane Cengotitabengoa     | España         | CV Madrid Chamberí             | 1   | 2     | *  |    |    |    | M  |    |    |    |    |    |    |    |    |    |    |    |    |    |
| Belén Cabrera           | España         | Universidad de Granada         | 1   | 2     |    |    |    |    | *  |    |    |    |    |    |    |    |    |    | M  |    |    |    |
| Cristina Imargues       | España         | Planeta Palombina La Curtidora | 1   | 2     |    |    |    |    |    |    |    |    |    |    | M  |    |    |    |    | *  |    |    |
| Miriam Diéguez          | España         | RGC Covadonga                  | 1   | 2     |    |    |    |    |    |    |    |    |    | M  |    |    |    | *  |    |    |    |    |
| Carmen Saa              | España         | Emevé                          | 1   | 1     | M  |    |    |    |    |    |    |    |    |    |    |    |    |    |    |    |    |    |
| Cristina García Bermejo | España         | Fisiomás Zalaeta               | 1   | 1     |    |    |    |    |    |    |    |    |    |    |    | M  |    |    |    |    |    |    |
| Gloria Santos           | España         | Planeta Palombina La Curtidora | 1   | 1     |    |    |    |    |    |    |    |    | M  |    |    |    |    |    |    |    |    |    |
| Paola Martínez          | España         | CAEP Soria                     | 1   | 1     |    |    |    |    |    |    |    |    |    |    |    |    |    |    |    | M  |    |    |
| Paula Pérez             | España         | Motorsan Guadalajara Voley     | 1   | 1     |    |    | M  |    |    |    |    |    |    |    |    |    |    |    |    |    |    |    |
| Alba García             | España         | Universidad de Granada         |     | 6     |    |    | *  |    |    |    |    |    | *  |    | *  |    |    | *  | *  | *  |    |    |
| Andrea Rivas            | España         | Fisiomás Zalaeta               |     | 5     |    |    |    |    | *  |    |    |    | *  |    |    | *  |    | *  | *  |    |    |    |
| Cristina Sanz           | España         | Club Voleibol Torrelavega      |     | 5     |    |    | *  |    |    |    | *  |    |    |    |    |    | *  |    | *  |    | *  |    |
| Raquel Palma            | España         | CD Universidad de Valladolid   |     | 5     |    | *  |    |    |    |    |    | *  |    | *  |    |    |    |    |    |    | *  | *  |
| Aitana García           | España         | CV Sant Cugat                  |     | 4     | *  |    |    |    |    |    | *  | *  |    | *  |    |    |    |    |    |    |    |    |
| Alba Quirós             | España         | Fisiomás Zalaeta               |     | 4     |    | *  |    | *  |    |    | *  |    |    |    |    |    |    |    |    |    |    | *  |
| Laura Villasante        | España         | Emevé                          |     | 4     |    |    |    |    |    | *  |    | *  |    |    |    |    | *  |    |    |    | *  |    |
| Paula García Ibáñez     | España         | Universidad de Granada         |     | 4     |    |    |    |    |    |    |    |    |    |    | *  | *  |    |    | *  |    |    | *  |
| Ana González Cillero    | España         | Club Voleibol Torrelavega      |     | 3     |    |    |    |    |    | *  |    |    |    |    |    | *  | *  |    |    |    |    |    |
| Alicia Fernández        | España         | Cuesta Piedra Santa Cruz       |     | 2     |    | *  |    |    |    |    |    |    |    |    |    |    |    |    |    |    |    | *  |
| Cristina Borja          | España         | CV Sant Cugat                  |     | 2     |    |    |    | *  |    |    |    |    |    |    |    |    | *  |    |    |    |    |    |
| Irene Cámara            | España         | Motorsan Guadalajara Voley     |     | 2     |    |    |    |    |    | *  |    |    |    | *  |    |    |    |    |    |    |    |    |
| Laura García Pando      | España         | RED Pisos CV Torrejón          |     | 2     |    | *  |    |    | *  |    |    |    |    |    |    |    |    |    |    |    |    |    |
| Monika Jovanovic        | Serbia         | Motorsan Guadalajara Voley     |     | 2     |    |    |    |    |    |    |    |    |    | *  |    | *  |    |    |    |    |    |    |
| Patricia Franco         | España         | Planeta Palombina La Curtidora |     | 2     |    |    |    |    |    |    | *  |    | *  |    |    |    |    |    |    |    |    |    |
| Paula Sánchez           | España         | RGC Covadonga                  |     | 2     |    |    |    | *  |    |    |    |    |    |    |    |    | *  |    |    |    |    |    |
| Aida Etxebarría         | España         | UCAM Vóley Murcia              |     | 1     |    |    |    |    |    |    |    |    |    |    |    |    |    |    |    | *  |    |    |
| Alba Hernández          | España         | RGC Covadonga                  |     | 1     |    |    |    |    |    |    |    |    |    |    |    |    |    |    |    | *  |    |    |
| Ana Escamilla           | España         | CAEP Soria                     |     | 1     |    |    |    |    |    |    |    | *  |    |    |    |    |    |    |    |    |    |    |
| Carmen Morales          | España         | Universidad de Granada         |     | 1     |    |    |    |    | *  |    |    |    |    |    |    |    |    |    |    |    |    |    |
| Claudia Maestri         | España         | RED Pisos CV Torrejón          |     | 1     |    |    |    |    |    |    |    |    | *  |    |    |    |    |    |    |    |    |    |
| Cristina Pérez          | España         | CAEP Soria                     |     | 1     |    |    |    |    |    |    |    |    | *  |    |    |    |    |    |    |    |    |    |
| Diane Melora            | Estados Unidos | UCAM Vóley Murcia              |     | 1     |    |    | *  |    |    |    |    |    |    |    |    |    |    |    |    |    |    |    |
| Dulce Gestoso           | España         | Cuesta Piedra Santa Cruz       |     | 1     |    | *  |    |    |    |    |    |    |    |    |    |    |    |    |    |    |    |    |
| Gema Capel              | España         | Almería Volley Grupo 2008      |     | 1     |    |    |    |    |    |    |    |    |    |    |    |    |    | *  |    |    |    |    |
| Laura Calvo             | España         | CV Madrid Chamberí             |     | 1     |    |    |    |    |    |    |    | *  |    |    |    |    |    |    |    |    |    |    |
| Laura García de la Cruz | España         | Volei Grau Castelló            |     | 1     |    |    |    |    |    |    |    |    |    |    | *  |    |    |    |    |    |    |    |
| Laura Soto              | España         | Club Voleibol Torrelavega      |     | 1     |    |    |    |    |    |    |    |    |    |    |    |    |    |    |    |    | *  |    |
| Ludmila Kukartseva      | Rusia          | Volei Grau Castelló            |     | 1     |    |    |    |    |    |    | *  |    |    |    |    |    |    |    |    |    |    |    |
| Marga Jurado            | España         | JS Hotels CIDE                 |     | 1     | *  |    |    |    |    |    |    |    |    |    |    |    |    |    |    |    |    |    |
| María Sanchís           | España         | CV Sant Cugat                  |     | 1     |    |    |    | *  |    |    |    |    |    |    |    |    |    |    |    |    |    |    |
| Marta Beltrán           | España         | CV Madrid Chamberí             |     | 1     |    |    |    |    | *  |    |    |    |    |    |    |    |    |    |    |    |    |    |
| Marta Rodríguez         | España         | RGC Covadonga                  |     | 1     |    |    |    |    |    | *  |    |    |    |    |    |    |    |    |    |    |    |    |
| Mika Rosenbaum          | Argentina      | CV Madrid Chamberí             |     | 1     |    |    |    |    |    |    |    | *  |    |    |    |    |    |    |    |    |    |    |
| Mónica López            | España         | Cuesta Piedra Santa Cruz       |     | 1     |    |    |    |    |    |    |    |    | *  |    |    |    |    |    |    |    |    |    |
| Nerea Fuentes           | España         | Almería Volley Grupo 2008      |     | 1     |    |    |    |    |    |    |    |    |    |    | *  |    |    |    |    |    |    |    |
| Noemí Sánchez           | España         | Fisiomás Zalaeta               |     | 1     |    |    | *  |    |    |    |    |    |    |    |    |    |    |    |    |    |    |    |
| Paula Álvarez           | España         | RED Pisos CV Torrejón          |     | 1     |    |    |    |    |    |    |    |    |    |    |    |    |    | *  |    |    |    |    |
| Paula Carpintero        | España         | CAEP Soria                     |     | 1     |    |    |    |    |    |    |    |    |    |    | *  |    |    |    |    |    |    |    |
| Rocío Irueste           | España         | Motorsan Guadalajara Voley     |     | 1     |    |    |    |    |    |    |    |    |    |    |    |    |    |    |    | *  |    |    |
| Silvia de las Heras     | España         | CD Universidad de Valladolid   |     | 1     |    |    |    |    |    |    |    |    |    |    |    |    |    |    | *  |    |    |    |

### Fase final
| Jugadora              | Origen   | Club                       | MVP | 7 id. | 01 | 02 | 03 | 04 | 05 | 06 |
| --------------------- | -------- | -------------------------- | --- | ----- | -- | -- | -- | -- | -- | -- |
| Wanda Banguero Isajar | Colombia | Cuesta Piedra Santa Cruz   | 2   | 5     | M  |    | *  | *  | M  | *  |
| Marisa Fernández      | España   | Cuesta Piedra Santa Cruz   | 1   | 6     | *  | *  | M  | *  | *  | *  |
| Irene Cámara          | España   | Motorsan Guadalajara Voley | 1   | 2     |    |    |    |    | *  | M  |
| María Sanchís         | España   | CV Sant Cugat              | 1   | 2     | *  | M  |    |    |    |    |
| Cristina Sanz         | España   | Club Voleibol Torrelavega  | 1   | 1     |    |    |    | M  |    |    |
| Paula Pérez           | España   | Motorsan Guadalajara Voley |     | 5     |    | *  | *  | *  | *  | *  |
| Cristina Borja        | España   | CV Sant Cugat              |     | 4     |    | *  | *  | *  |    | *  |
| Aitana García         | España   | CV Sant Cugat              |     | 3     |    | *  |    |    | *  | *  |
| Ana González Cillero  | España   | Club Voleibol Torrelavega  |     | 3     | *  |    |    | *  | *  |    |
| Sara Julián           | España   | CV Sant Cugat              |     | 3     | *  | *  | *  |    |    |    |
| Cristina Domine       | España   | Motorsan Guadalajara Voley |     | 2     |    |    |    |    | *  | *  |
| Dulce Gestoso         | España   | Cuesta Piedra Santa Cruz   |     | 2     | *  |    | *  |    |    |    |
| Alba Salazar          | España   | Club Voleibol Torrelavega  |     | 1     |    |    |    | *  |    |    |
| Alicia Fernández      | España   | Cuesta Piedra Santa Cruz   |     | 1     |    |    | *  |    |    |    |
| María Segovia         | España   | Club Voleibol Torrelavega  |     | 1     | *  |    |    |    |    |    |
| Noelia Neila          | España   | Club Voleibol Torrelavega  |     | 1     |    | *  |    |    |    |    |

### MVP y 7 ideal de la temporada
| Jugadora | Origen | Club | Posición |
| -------- | ------ | ---- | -------- |

## Mejores anotadoras

### Fase regular
En esta sección aparecen las 10 jugadoras con mejor promedio de puntos por set disputado, según las estadísticas de los partidos publicadas por la RFEVB. Para ello es preciso que la jugadora haya disputado al menos dos sets por partido.
| Jugadora                | Origen   | Club                       | Pts. | Sets | P.P.S. | 01 | 02 | 03 | 04 | 05 | 06 | 07 | 08 | 09 | 10 | 11 | 12 | 13 | 14 | 15 | 16 | 17 | 18 |
| ----------------------- | -------- | -------------------------- | ---- | ---- | ------ | -- | -- | -- | -- | -- | -- | -- | -- | -- | -- | -- | -- | -- | -- | -- | -- | -- | -- |
| Wanda Banguero          | Colombia | Cuesta Piedra Santa Cruz   | 328  | 65   | 5,046  | 17 | 20 | 26 | 22 | 19 | 22 |    | 24 | 27 | 18 | 10 | 21 | 27 | 20 | 19 |    | 19 | 17 |
| Esther Sanz             | España   | Volei Grau Castelló        | 323  | 67   | 4,821  | 19 | 22 | 25 | 22 | 15 | 23 | 23 | 17 | 20 |    | 18 | 28 | 10 | 18 | 16 | 4  | 27 | 16 |
| Marisa Fernández        | España   | Cuesta Piedra Santa Cruz   | 283  | 60   | 4,717  | 17 | 26 | 28 | 23 | 8  | 26 |    | 10 |    | 21 | 12 | 19 | 14 | 13 | 26 |    | 26 | 14 |
| Monika Jovanovic        | Serbia   | Motorsan Guadalajara Voley | 293  | 64   | 4,578  | 18 | 14 | 21 | 16 | 24 | 16 | 19 | 11 | 21 | 19 | 14 | 28 | 15 | 16 | 16 | 12 | 1  | 12 |
| Ane Cengotitabengoa     | España   | Madrid Chamberí            | 250  | 56   | 4,464  | 20 | 14 | 17 | 8  | 29 | 16 | 16 | 20 | 15 | 12 | 17 | 20 | 15 | 17 | 14 |    |    |    |
| Alba García Vega        | España   | Universidad de Granada     | 313  | 73   | 4,288  | 11 | 14 | 23 | 11 | 15 | 20 | 15 | 18 | 18 | 20 | 26 | 22 | 7  | 28 | 23 | 14 | 11 | 17 |
| Paula Pérez Cebollada   | España   | Motorsan Guadalajara Voley | 270  | 64   | 4,219  | 10 | 12 | 30 | 17 | 17 | 20 | 18 | 8  | 21 | 11 | 13 | 16 | 11 | 9  | 12 | 18 | 16 | 11 |
| Laura Villasante        | España   | Emevé                      | 247  | 61   | 4,049  | 16 |    | 20 | 4  | 23 | 25 | 12 | 27 | 19 | 11 |    | 6  | 20 | 14 | 8  | 8  | 20 | 14 |
| Cristina Giménez Cebriá | España   | Volei Grau Castelló        | 282  | 70   | 4,029  | 12 | 19 | 12 | 14 | 9  | 17 | 24 | 17 | 13 | 12 | 21 | 22 | 21 | 19 | 11 | 7  | 20 | 12 |
| Raquel Palma Gato       | España   | Universidad de Valladolid  | 267  | 67   | 3,985  | 15 | 18 | 20 |    | 17 | 15 | 16 | 23 | 16 | 22 | 14 | 18 |    | 16 | 1  | 16 | 20 | 20 |

### Fase final
En esta sección aparecen las 10 jugadoras con mejor promedio de puntos por set disputado, según las estadísticas de los partidos publicadas por la RFEVB. Para ello es preciso que la jugadora haya disputado al menos dos sets por partido.
| Jugadora              | Origen   | Club                       | Pts. | Sets | P.P.S. | 01 | 02 | 03 | 04 | 05 | 06 |
| --------------------- | -------- | -------------------------- | ---- | ---- | ------ | -- | -- | -- | -- | -- | -- |
| Marisa Fernández      | España   | Cuesta Piedra Santa Cruz   | 162  | 23   | 7,043  | 24 | 22 | 33 | 36 | 22 | 25 |
| Wanda Banguero        | Colombia | Cuesta Piedra Santa Cruz   | 124  | 23   | 5,391  | 28 | 7  | 20 | 25 | 20 | 24 |
| Paula Pérez Cebollada | España   | Motorsan Guadalajara Voley | 97   | 22   | 4,409  | 7  | 20 | 19 | 19 | 17 | 15 |
| Sara Julián           | España   | CV Sant Cugat              | 87   | 20   | 4,350  | 20 | 20 | 17 | 12 | 12 | 6  |
| Monika Jovanovic      | Serbia   | Motorsan Guadalajara Voley | 89   | 22   | 4,045  | 11 | 14 | 17 | 17 | 14 | 16 |
| Cristina Borja        | España   | CV Sant Cugat              | 71   | 21   | 3,381  | 6  | 11 | 15 | 16 | 11 | 12 |
| Ángela Becerril       | España   | Club Voleibol Torrelavega  | 65   | 22   | 2,955  | 8  | 6  | 13 | 14 | 18 | 6  |
| Julia Bonet           | España   | CV Sant Cugat              | 61   | 21   | 2,905  | 9  | 7  | 12 | 9  | 9  | 15 |
| Ana González Cillero  | España   | Club Voleibol Torrelavega  | 67   | 24   | 2,792  | 8  | 11 | 11 | 17 | 16 | 4  |
| Virginia Calvo        | España   | Motorsan Guadalajara Voley | 50   | 20   | 2,500  | 10 | 8  | 14 | 8  | 7  | 3  |